# Cyaneolytta coerulea
Cyaneolytta coerulea là một loài bọ cánh cứng trong họ Meloidae. Loài này được Pfaff miêu tả khoa học năm 1834.